# District de Larkana
Le district de Larkana (en ourdou : ضلع لاڑکانہ) est une subdivision administrative du nord de la province du Sind au Pakistan. Constitué autour de sa capitale Larkana, le district est entouré par les districts de Jacobabad et de Shikarpur au nord, le district de Khairpur à l'est, les districts de Naushahro Feroze et de Dadu au sud et enfin le district de Qambar Shahdadkot à l'ouest.
Le district compte près de 1,8 million d'habitants en 2023, dont un tiers vivent dans la capitale, qui est par ailleurs la quatrième ville de la province. C'est un fief politique majeur pour le Parti du peuple pakistanais, étant donné que Zulfikar Ali Bhutto et Benazir Bhutto sont originaires de ce territoire.

## Histoire

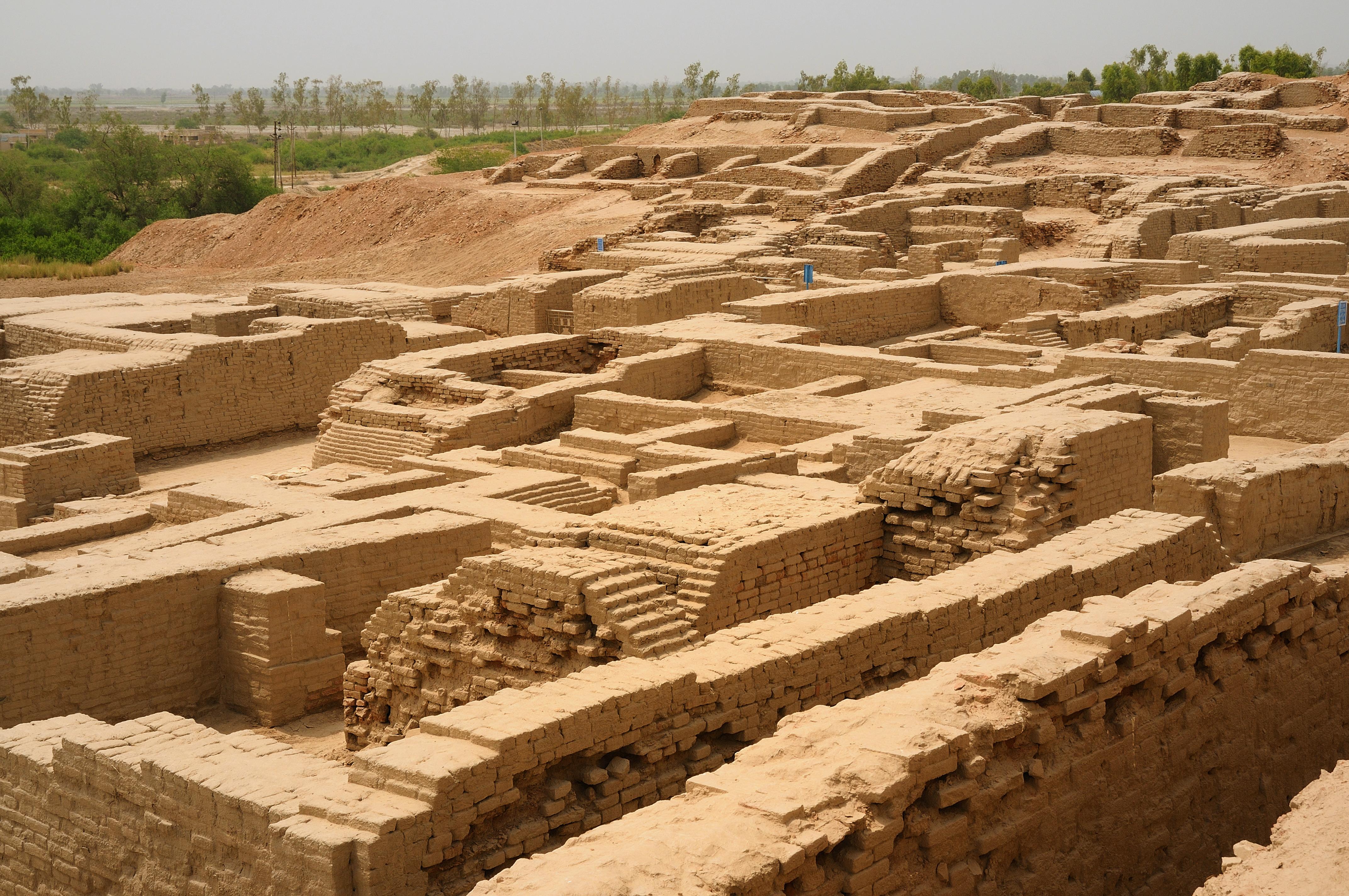
Les vestiges de Mohenjo-daro.

La région de Larkana a été sous la domination de diverses puissances au cours de l'histoire, notamment le Sultanat de Delhi puis l'Empire moghol, avant d'être est intégrée au Raj britannique en 1858. On trouve ainsi des héritages historiques, comme Mohenjo-daro issu de la civilisation de la vallée de l'Indus.
Lors de l'indépendance vis-à-vis de l'Inde en 1947, la population majoritairement musulmane soutient la création du Pakistan. Des hindous quittent alors la région pour rejoindre l'Inde, tandis que des migrants musulmans venus d'Inde s'y installent.
Le 14 décembre 2004, la création du district de Qambar Shahdadkot a été faite en amputant ce district de la majeure partie de sa superficie.

## Démographie
Lors du recensement de 1998, la population du district a été évaluée à 1 927 066 personnes, dont environ 29 % d'urbains. En tenant compte de la création du district de Qambar Shahdadkot, la population de 1998 est ramenée à 1 001 608 habitants.
Le recensement suivant mené en 2017 pointe une population de 1 524 391 habitants, soit une croissance annuelle de 2,2 %, un peu inférieure aux moyennes nationale et provinciale de 2,4 %. Le taux d'urbanisation augmente nettement pour s'établir à 46 %.
Selon le recensement de 2023, la population atteint 1 784 453 habitants, avec une urbanisation stable. Elle est essentiellement d'ethnie sindie, puisque près de 98,9 % de la population parle le sindhi.
La population du district est très largement musulmane, à 98,3 % en 2023, mais on compte tout de même une minorité hindoue comptant plus de 25 000 fidèles, ainsi que 3 650 chrétiens.

## Administration

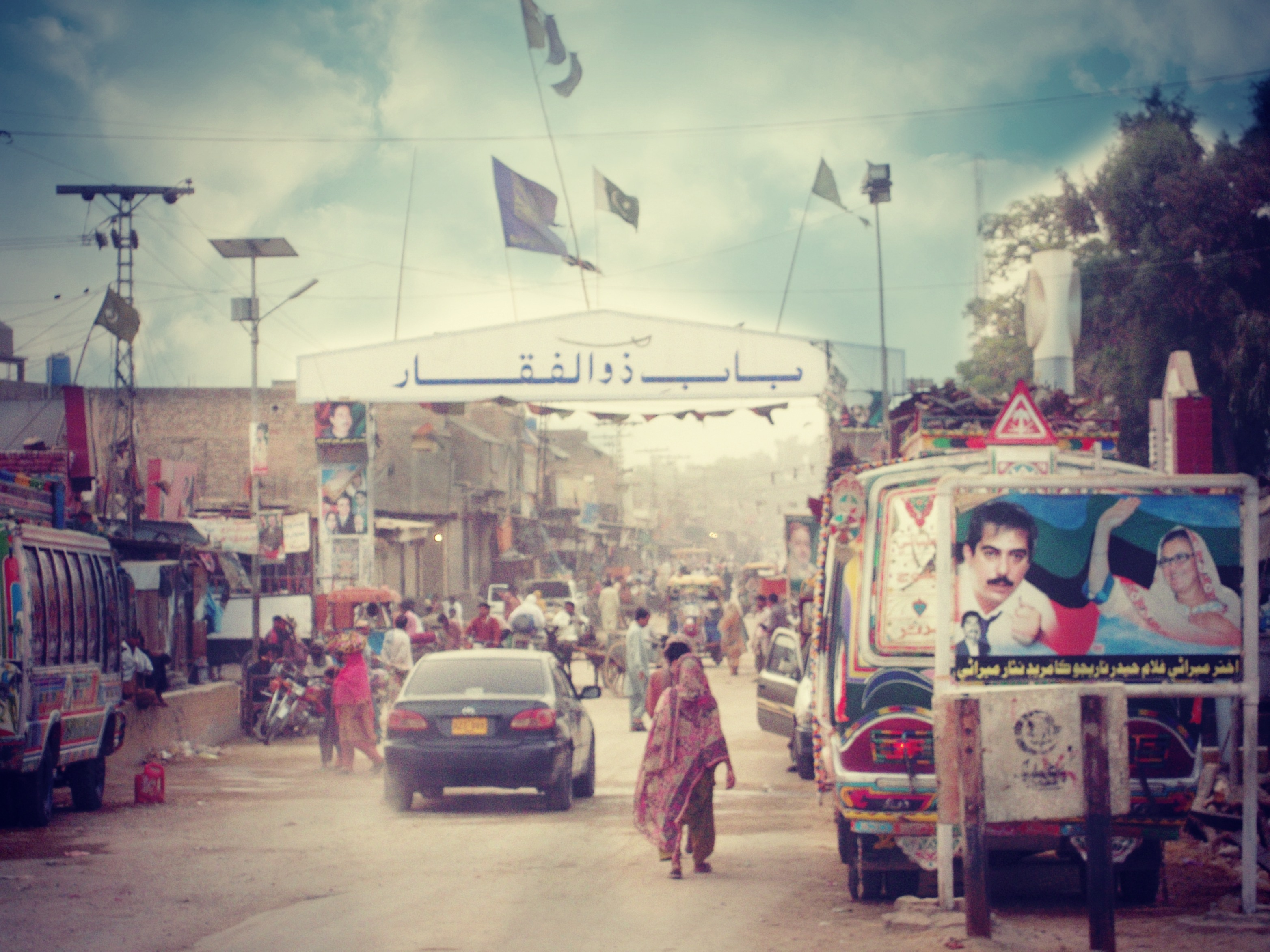
La ville de Naudero.

Le district est divisé en quatre tehsils ainsi que 47 Union Councils.
| Tehsil   | Population (rec. 2023) |
| -------- | ---------------------- |
| Bakrani  | 275 268                |
| Dokri    | 257 394                |
| Larkana  | 873 868                |
| Ratodero | 377 923                |

Le district compte sept districts, dont la plus importante est de loin la capitale  Larkana, qui rassemble 31 % de la population du district et 69 % de sa population urbaine. Avec plus d'un demi-million d'habitants, c'est la quatrième plus grande ville du Sind et la dix-huitième du pays.
| Ville    | Population (rec. 2023) |
| -------- | ---------------------- |
| Larkana  | 551 716                |
| Ratodero | 81 935                 |
| Naudero  | 52 846                 |
| Badah    | 43 756                 |
| Dokri    | 27 125                 |
| Arija    | 26 047                 |
| Garello  | 14 726                 |

## Économie et éducation
La ville de Larkana est un centre économique important pour le nord de la province du Sind. Elle est reliée aux réseaux de routes nationales et de chemins de fer. Le reste du district vit surtout de l'agriculture, dont notamment de la canne à sucre et des quelques industries liées à la transformation de ce produit.
En 1998, le taux d'alphabétisation était de 35 % environ, moins que les moyennes nationale et provinciale de 44 % et 45 % respectivement. Il se situait à 49 % pour les hommes et 20 % pour les femmes, soit un différentiel de 29 points, supérieur aux 20 points de la province. En 2023, ce taux monte à 45 %, bien moins que la moyenne provinciale de 57 %, et se situe à 55 % pour les hommes et 35 % pour les femmes.
Selon un classement national de la qualité de l'éducation, le district se trouve un peu en dessous de la médiane nationale, avec une note de 53 sur 100 et une égalité entre filles et garçons de 79 %. Il est classé 84e sur 141 districts au niveau de la qualité de l'éducation et 65e sur 155 pour la qualité des infrastructures en enseignement primaire.

## Politique

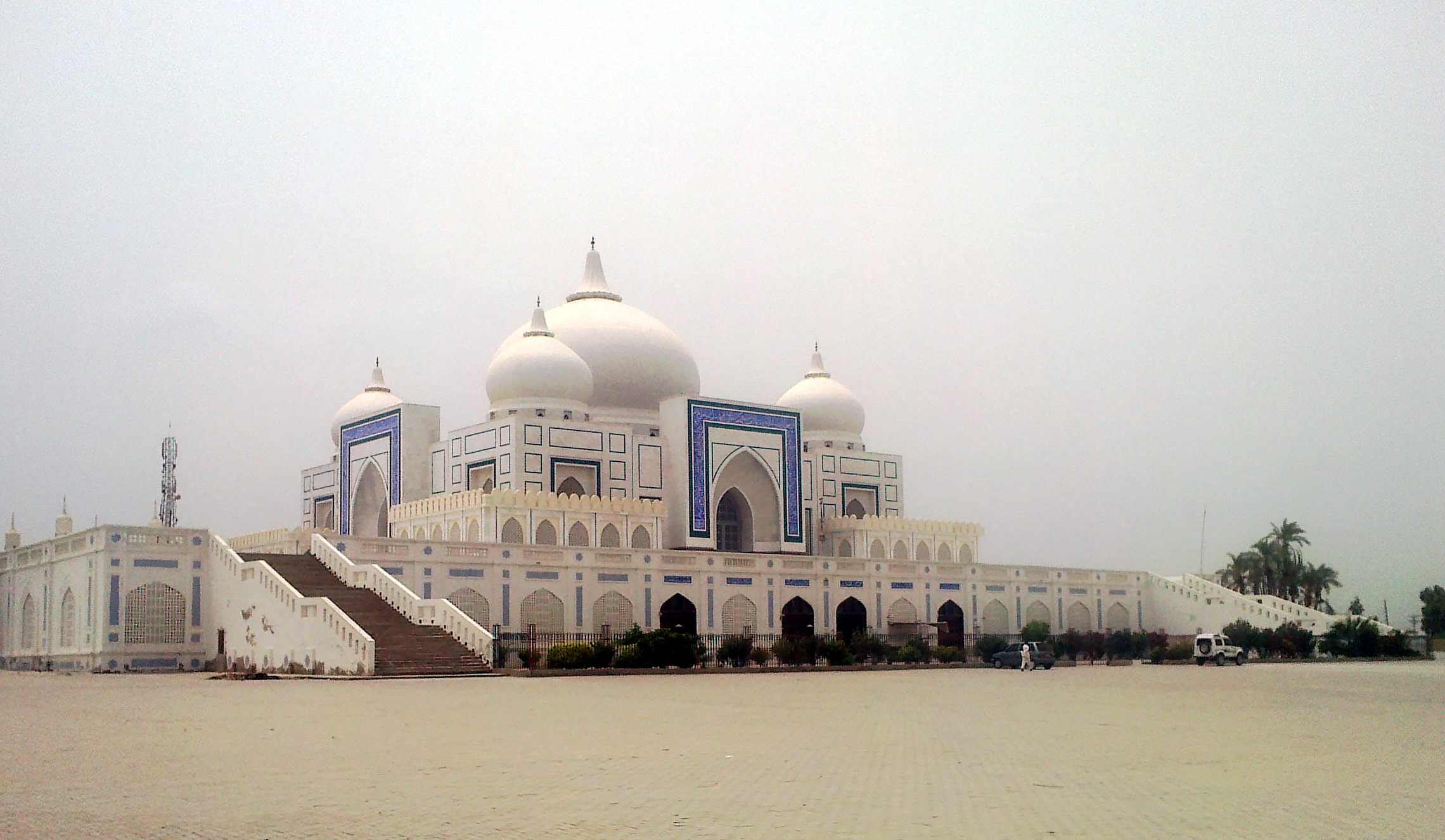
Mausolée familial des Bhutto.

Le district est le fief électoral le plus symbolique du Parti du peuple pakistanais (PPP), étant le berceau de la famille Bhutto. Le fondateur du parti Zulfikar Ali Bhutto est en effet né dans le district et est enterré dans le mausolée familial à Garhi Khuda Bakhsh avec trois de ses enfants, Benazir, Murtaza et Shahnawaz.
Entre 2002 et 2018, le district est représenté par les huit circonscriptions no 35 à 42 à l'Assemblée provinciale du Sind. Lors des élections législatives de 2008, elles sont toutes remportées par des candidats du PPP, et de même durant les élections législatives de 2013. À l'Assemblée nationale, il est représenté par les quatre circonscriptions no 204 à 207. Lors des élections législatives de 2008, elles ont toutes été remportées par des candidats du PPP, comme pour les élections législatives de 2013. Faryal Talpur, sœur du président Asif Ali Zardari, a été élue les deux années députée de la circonscription no 207.
À la suite de la réforme électorale de 2018, le district est représenté par les deux circonscriptions no 200 et 201 à l'Assemblée nationale ainsi que les quatre circonscriptions no 10 à 13 de l'Assemblée provinciale. Lors des élections législatives de 2018, elles sont remportées par des candidats du PPP sauf une provinciale par la Grande alliance démocratique. Parmi eux, on trouve Bilawal Bhutto Zardari, fils de Benazir qui lui a succédé à la tête du parti.
| Parti                                        | Voix (national) | %       | Élus nationaux | Élus provinciaux |
| -------------------------------------------- | --------------- | ------- | -------------- | ---------------- |
| Parti du peuple pakistanais                  | 181 645         | 54,09 % | 2              | 3                |
| Grande alliance démocratique                 | 69 150          | 20,59 % | 0              | 1                |
| Muttahida Majlis-e-Amal                      | 50 910          | 15,16 % | 0              | 0                |
| Mouvement du Pakistan pour la justice        | 18 868          | 5,62 %  | 0              | 0                |
| Autres partis                                | 2 205           | 0,66 %  | 0              | 0                |
| Indépendants                                 | 13 032          | 3,88 %  | 0              | 0                |
| Total exprimés (participation : 50,58 %)     | 335 810         | 100 %   | 2              | 4                |
| Source : Commission électorale du Pakistan,. |                 |         |                |                  |